# 韦尔内克
韦尔内克是德国巴伐利亚州的一个市镇。总面积73.57平方公里，总人口10317人，其中男性5156人，女性5161人（2011年12月31日），人口密度140人/平方公里。